# Гагма-Добиро
Гагма-Добиро (груз. გაღმა დობირო) — село в Грузии, на территории Чохатаурского муниципалитета края (мхаре) Гурия.

## География
Село находится в западной части Грузии, на правом берегу реки Супсы, на расстоянии приблизительно 10 километров (по прямой) к востоко-юго-востоку от посёлка городского типа Чохатаури, административного центра муниципалитета. Абсолютная высота — 537 метров над уровнем моря.

## Население
По результатам официальной переписи населения 2014 года, в Гагма-Добиро проживало 27 человек (11 мужчин и 16 женщин). В национальной структуре населения грузины составляли 100 %.
| Год  | Население, человек |
| ---- | ------------------ |
| 2002 | 57                 |
| 2014 | ↘ 27               |